# فرودگاه شهرستان شل‌بای (میزوری)
فرودگاه شهرستان شل‌بای (میزوری) (به انگلیسی: Shelby County Airport (Missouri)) یک فرودگاه همگانی است که یک باند فرود چمن دارد و طول باند آن ۷۰۱ متر است. این فرودگاه در کشور ایالات متحده آمریکا قرار دارد و در ارتفاع ۲۳۳٫۵ متری از سطح دریا واقع شده است.